# Gnotobiote
 (novembre 2024).
Si vous disposez d'ouvrages ou d'articles de référence ou si vous connaissez des sites web de qualité traitant du thème abordé ici, merci de compléter l'article en donnant les références utiles à sa vérifiabilité et en les liant à la section « Notes et références ».
Mot dérivé de l’anglais scientifique gnotobiote renvoyant lui-même au mot « gnotobiota » qui désigne une colonie de microorganismes ou une espèce obtenue d’une souche pure, isolée de son environnement et associée expérimentalement à un hôte particulier, qui sera alors dit gnotobiotique ou gnotoxénique.
Le gnotobiote est un organisme (plante, animal) de laboratoire spécialement élevé dans un environnement contrôlé, de manière que sa microflore et microfaune associé (intestinale en général) soit spécifique et connue dans son entièreté (en théorie). C’est un organisme réputé originellement né « non colonisé par des microbes de l’environnement extérieur » (germ-free) et ensuite volontairement infecté par un ou plusieurs micro-organismes connus. Les expérimentations sur des animaux ou végétaux axéniques, indemnes de tout micro-organisme, se distingue de celles sur des organismes gnotoxéniques contaminés expérimentalement par une flore microbienne définie.
Par extension, dans le domaine de la microbiologie, il peut s’agir de toute association (symbiotique ou non) hôte vivant-et autre espèce (microorganisme en général). 

## Utilisation
Les organismes gnotobiotiques sont destinés à l’étude scientifique de microorganisme ou d’antibiotiques ou médicaments, ou à l'effet de produits toxiques, cancérigènes, etc. en situation contrôlée. Leur  nourriture et/ou substrat sont eux-mêmes stérilisés et/ou contrôlés. 

## Étymologie
Gnoto, en grec signifie « connu » et le mot biota évoque les « formes de vie ».

## Exemples
Un cochon « gnotobiotique » est un cochon né sans contact avec les microbes et dont le probiote a ensuite été contrôlé. Il peut en outre s'agir d'un animal génétiquement modifié[réf. souhaitée]. Ces cochons peuvent servir pour des expérimentations animales.